# Юхимове
Юхи́мове — село в Україні, в Дмитрівській сільській громаді Кропивницького району Кіровоградської області. Населення становить 213 осіб.

## Географія
Село знаходиться на північному сході району. Розташоване на річці Чутці. Є декілька ставків.
На околицях села простягається Юхимівський регіональний центр біологічного різноманіття природно-ландшафтного типу. Його природну основу складають лісостепові ландшафти розміщені на місцевості з досить пересіченим рельєфом, представленим балками і долинами струмків та невеликих річок. На території даного регіонального центру біологічного різноманіття розміщені природно заповідні об'єкти області — ботанічні пам'ятки природи місцевого значення «Ковилові горби» загальною площею 7,0 га та «Кудинове» площею 13,0 га.

## Економіка
В селі розвивається сільське господарство. Зареєстровані три фермерських господарства: СФГ «Катруся», СФГ «Талісман», ФГ «Маяк». Основна діяльність — вирощування зернових та технічних культур.
Також позитивним курсом рухається переробка с/г продукції. В селі збудували сучасний молокопереробний цех на базі місцевого сільськогосподарського обслуговуючого кооперативу «Іванковецький світанок». Його вартість — понад два мільйони гривень.

## Соціальна сфера
Діє Юхимовська загальноосвітня школа І-ІІ ступенів (директор — Омельковець Лариса Миколаївна).

## Культура

### Історичні пам'ятки
- Братська могила радянських воїнів (1943). Охоронний номер — 316. Поховано 17 воїнів. Розташована біля магазину.

### Пам'ятки архітектури
- Церква Святого Олександра Невського (поч. ХХ ст.)

## Населення
Згідно з переписом УРСР 1989 року чисельність наявного населення села становила 288 осіб, з яких 113 чоловіків та 175 жінок.
За переписом населення України 2001 року в селі мешкало 213 осіб.

### Мова
Розподіл населення за рідною мовою за даними перепису 2001 року:
| Мова       | Відсоток |
| ---------- | -------- |
| українська | 89,20 %  |
| російська  | 6,10 %   |
| угорська   | 3,76 %   |
| молдовська | 0,94 %   |